# Coleco Telstar Arcade
Coleco Telstar Arcade, abreviado como Telstar Arcade, fue una consola de videojuegos de primera generación que fue lanzada en 1977 en Japón, 
Norteamérica y Europa por Coleco. Es la consola de videojuegos más avanzada de la serie Coleco Telstar, basada en la serie de chips MOS Technology MPS-7600-00x. Cada chip es un microcontrolador capaz de almacenar 512 palabras de ROM.

## Construcción y concepto

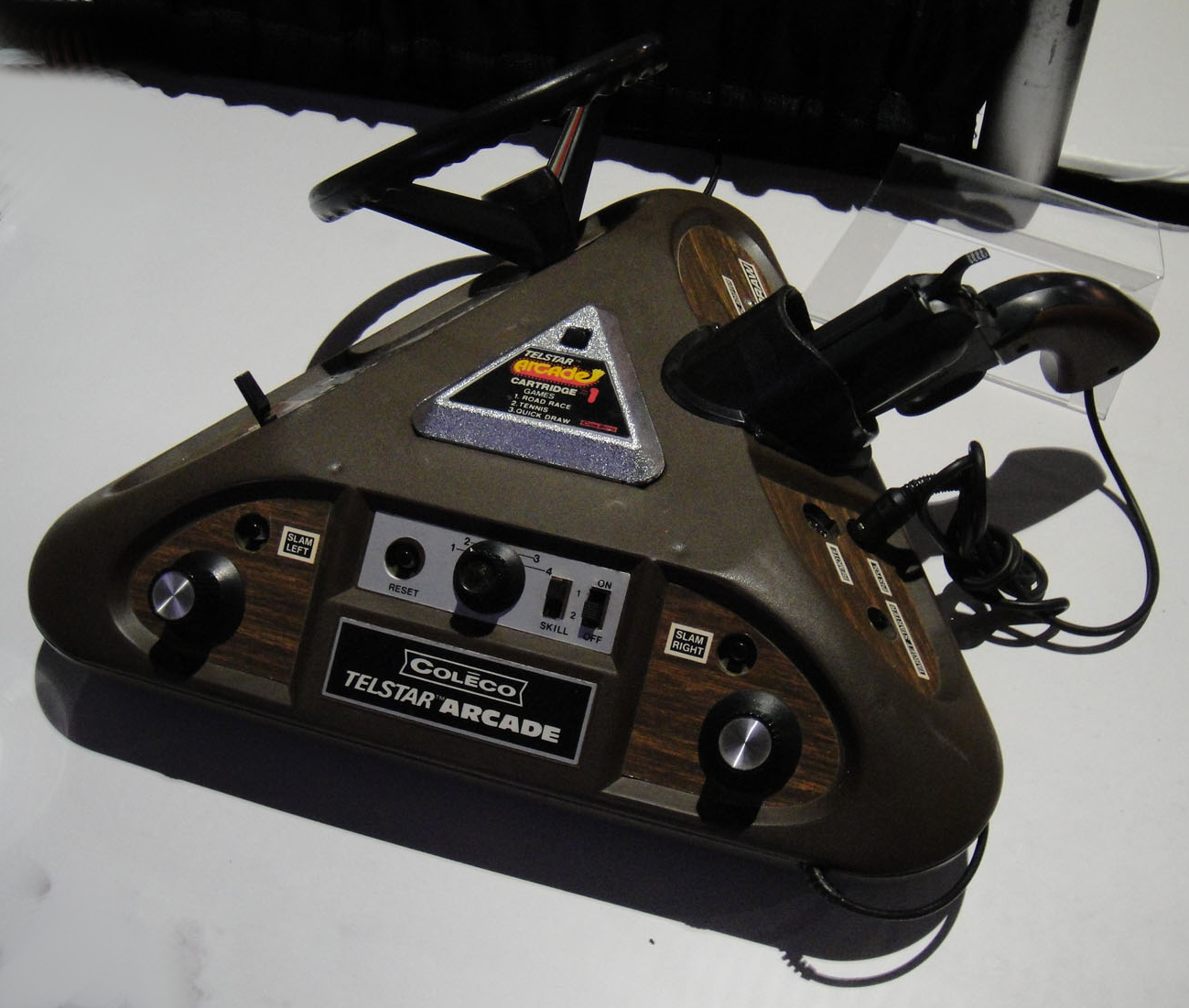
Imagen que revela los tres lados del sistema.

el Coleco Telstar Arcade tiene forma de triángulo. y en cada lado hay una serie de controles para una temática específica de  juego. un lado con un volante y una palanca para juegos de conducción, un lado con una pistola de luz para juegos de disparos y un lado con dos paddles para juegos deportivos que en realidad eran pong pero con variaciones pequeñas. Dependiendo del juego que se juegue, el jugador deberá usar un lado específico del juego.

## Juegos
Los juegos venían en cartuchos de color plateado, cada uno de los cuales contenía una cpu de MOS Technology MPS-7600-00X. Coleco lanzó un total de 4 cartuchos para el sistema. Cada cartucho tiene una forma triangular que se conecta en la parte superior de la consola.
Todos los juegos:
Cartucho 1
- Road Race (1 jugador),
- Tenis (clon de Pong ; 2-4 jugadores) y
- Quickdraw (chip MPS 7600–002; 1-2 jugadores)

Cartucho 2:
- Hockey (2-4 jugadores),
- Tenis (2-4 jugadores),
- Balonmano (1-2 jugadores) y
- Diana (chip MPS 7600–001; 1 jugador)

Cartucho 3:
- Bonus Pinball (1-2 jugadores),
- Shooting Gallery (1 jugador),
- Shoot the Bear (1 jugador) y
- Deluxe Pinball (chip MPS 7600–004; 1-2 jugadores)

Cartucho 4:
- Naval Battle(1 jugador),
- Blast Away (1 jugador) y
- Speedball (chip MPS 7600–003; 1 jugador)